# 예레반 지하철
예레반 지하철(아르메니아어: Երեւանի մետրոպոլիտեն)은 아르메니아의 수도 예레반에서 운영되는 지하철로서, 1999년 12월 이후 카렌 데미르챤의 이름을 따서 카렌 데미르챤 명칭 지하철(아르메니아어: Կարեն Դեմիրճյանի անվան Երեւանի մետրոպոլիտեն)이라고 불리고 있다.
1981년에 개업하여 다른 옛 소비에트 연방 국가들의 지하철과 마찬가지로 역은 너무 깊은 위치에 있으면서 민족적인 모티브들로 장식되어 있다. 노선은 1개로 총 길이는 13.4 km이며 총 10역이 있다.

## 역사
아르메니아의 수도 예레반은 아르메니아 소비에트 사회주의 공화국(아르메니아 SSR)의 수도였던 시절부터 본격적인 성장을 경험했다. 너무 높낮이 차이가 큰 지형 때문에 지하철이 많은 승객을 효율적으로 수송할 수 있는 수단이라고 생각되었다.
1960년대 말에는 처음의 지하철 계획이 짜였다. 당초는 통상 규격의 지하철이 아니라 고속 전차망이 검토됐다. 이 당시 소련의 도시 계획 부서는 지하철은 인구 100만 명 이상 도시에만 건설하도록 규정하였고, 예레반은 노면전차망 건설을 시작한 1972년의 시점에서 이 조건을 채우지 못한 상태였다. 그럼에도 불구하고, 노면 전차망의 모든 터널은 후에 계획이 변경되었을 때 통상 규격의 지하철로서 개업할 수 있도록 건설됐다.
1978년 말까지 4km를 넘는 터널이 건설됐지만, 이 시점에서 이 노선은 통상 규격의 지하철로서 개업하기로 계획이 변경되었다. 다만, 관료적 사무 절차를 피하기 위해서 개업할 때까지는 공식적으로는 고속 전차로 불리고 있었다.
아르메니아 SSR의 제1서기였던 카렌 데미르챤은 레오니트 브레즈네프에게 예레반 지하철의 승객들도 우리가 예상한 것보다 많을 것이고, 게다가 해외 거주 아르메니아계들도 조국에 돌아올테니 2000년이면 예레반이 150만 명이 아니라 200만 명의 인구가 될 것이라고 설득했다고 한다. 그런 설득이 먹혔는지 예레반에서 노면전차 대신 지하철이 건설되었다는 여담이 있다.
1981년 3월 7일에 소련에서 8번째 지하철로 개업했다. 첫 번째 구간은 4개 역, 7.6 km이었으며, 그 이후 확장이 진행되어서 10개 역 13.4 km가 되었다.

## 운행
지하철의 열차는 6시 30분부터 23시까지, 5분 간격으로 운행되고 있다. 예레반 지하철은 약 1,200 명의 직원을 고용하고있다. 예레반은 평탄한 지형이 아니므로 일부 구간에서는 지상을 주행하는 행태이며, 10역 중 7역이 지하에 위치하고 있다.

## 같이 보기
- 지하철 목록